# چبون (استان لهستان بزرگ)
چبون، وئیودشیپ مجارستان بزرگتر (به لاتین: Trzeboń, Greater Poland Voivodeship) یک سکونتگاه مسکونی در لهستان است که در Gmina Łobżenica واقع شده‌است.